# Apaseo el Alto
Apaseo el Alto ist eine mexikanische Stadt im gleichnamigen Municipio im Bundesstaat Guanajuato.
In der präkolumbianischen Zeit war Apaseo von den in der Region lebenden Otomí als Atlayahualco ("Ort, an dem Wasser fließt") bekannt.